# ファビアン・リナウド
ファビアン・アンドレス・リナウド（Fabián Andrés Rinaudo, 1987年5月15日 - ）は、アルゼンチン・サンタフェ州出身の元サッカー選手。現役時代のポジションはミッドフィールダー。イタリア国籍も所持している。

## 経歴

### クラブ
ヒムナシア・イ・エスグリマ・ラ・プラタの下部組織出身。2008年10月5日、CAリーベル・プレート戦でデビューした。ヒムナシアではリーグ戦通算100試合に出場した。2011年7月、プリメイラ・リーガのスポルティングCPに4年契約で移籍した。2014年1月、セリエAのカルチョ・カターニアに期限付き移籍し、同年7月には完全移籍することが発表された。2015年7月17日、古巣のヒムナシア・ラ・プラタに期限付き移籍が決まった。

### 代表
2009年4月17日、ディエゴ・マラドーナ監督によってアルゼンチン代表に招集された。5月20日、アルゼンチン国内組のみで構成されたメンバーでパナマ戦に臨んで初出場した。

## 所属クラブ
- クラブ・デ・ヒムナシア・イ・エスグリマ・ラ・プラタ 2008-2011
- スポルティング・クルーベ・デ・ポルトゥガル 2011-2014

→ カルチョ・カターニア 2014 (loan)
- カルチョ・カターニア 2014-2015

→ クラブ・デ・ヒムナシア・イ・エスグリマ・ラ・プラタ 2015-2017 (loan)
- クラブ・デ・ヒムナシア・イ・エスグリマ・ラ・プラタ 2017-2018
- CAロサリオ・セントラル 2019-2021